# Kane Patera
La Kane Patera è una struttura geologica della superficie di Io.